# مگاکولون
مگاکولون (به انگلیسی: Megacolon) به حالت گشادگی غیرعادی روده بزرگ گفته می‌شود. این اتساع اغلب با فلج شدن حرکات کرم‌وار (پریستالسیس) روده همراه می‌شود.
در حالت‌های شدیدتر، مدفوع در درون روده بزرگ به صورت توده‌هایی سفت در می‌آید که فکالوما (Fecalomas) نام دارد و باید آن را با جراحی به بیرون آورد.

## علائم و نشانه‌ها
علائم خارجی شامل یبوست طولانی مدت، نفخ و شکم درد، احساس کردن مدفوع سفت هنگام (palpation) لمس کردن، تب، پتاسیم خون پایین، تاکی کاردی که ممکن است منجر به شوک شود. زخم‌های استرکورال

## مگاکولون روان‌زاد
انبساط روان‌زاد روده بزرگ یا مگاکولون روان‌زاد (به انگلیسی:Psychogenic Megacolon)، عبارت است از افزایش حجم قسمت انتهایی رودهٔ بزرگ، که ناشی از عادت نگه داشتن مواد دفعی در رودهٔ بزرگ به مدت بیش از یک هفته با منشأ هیجانی است.
ویلیام سی. کرین در کتاب پیشگامان روان‌شناسی رشد نمونه‌ای از این اختلال را در یکی از مددجویان اریک اریکسون چنین بیان می‌کند:
وی-اریک اریکسون- تجربه‌ای از این ناهنجاری را در یکی از مددجویان خود که پسر بچه‌ای چهارساله به نام پیتر بود، داشت. از طریق مصاحبه با پیتر و خانواده او، اریکسون دربافت که وی اندکی پس از اخراج شدن پرستار خود که یک دختر آسیایی بود، به این علامت دچار شده است. به نظر می‌رسید که پیتر به صورت خشنی پرستار خود را مورد تعرض جنسی قرار می‌داد و دختر هم این «برخورد مردانهٔ» عمدی وی را پذیرفته بود و از آن لذت هم می‌برد. در فرهنگ این دختر پرستار چنین رفتاری عادی تلقی می‌شد. در عین حال، مادر پیتر که در فرهنگ آمریکایی پرورده شده بود، احساس کرد که چیزی در این میان، بین مردانگی ناگهانی پیتر و شیوه‌ای که پرستار این رفتار او را آزادانه می‌پذیرفت، اشکال دارد؛ بنابراین مادر پیتر پرستار را رد کرد. پرستار به عنوان توضیح به پیتر گفت که می‌خواهد کودکی ازخود داشته باشد و ترجیح می‌دهد که از بچه‌های کوچک پرستاری کند نه از بچه‌های بزرگ مانند پیتر. به زودی پس از این جریان، پیتر به مگاکولون دچار شد.
اریکسون دریافت که پیتر، تصور می‌کرد خود او آبستن است و این یک خیال‌پردازی بود که به وسیلهٔ آن پیتر می‌کوشید از طریق همانندسازی با دختر پرستار او را حفظ کند. اما به صورتی عمیق‌تر می‌توانیم ببینیم که او از دیدگاه مراحل هشت‌گانه زندگی چگونه پسرفت کرد.
در ابتدا وی رفتار مهاجم و جنسی مرحله ابتکار را آغاز کرده بود، اما دریافت که این امر منجر به یک فقدان تأسف‌آور گردید؛ بنابراین او به یک شیوهٔ مقعدی پسرفت کرد. او به وسیلهٔ جسم خود، نیاز عمدهٔ خود، یعنی «نگاه‌داشتن» را ابراز می‌کرد. هنگامی که اریکسون لحظهٔ مناسب را یافت، تمایلات پیتر را از طریق مشاوره برای خود او تعبیر کرد و این امر منجر به بهبود چشمگیر در بیماری وی شد.
گاهی دانشجویان روان‌شناسی پس از شنیدن رفتار پیتر می‌گویند که نشانهٔ او، وسیله‌ای برای دریافت توجه بیشتر بوده است. این تعبر عموماً توسط رفتارگرایان به‌کار می‌رود. اما مشاهده می‌کنیم که رویکرد اریکسون متفاوت بود. او به معنی این نشانه برای پیتر توجه داشت، یعنی با آنچه که پیتر می‌کوشید از طریق آن ابراز کند. پیتر از طریق جسم خود، به‌طور ناخودآگاه می‌کوشید بگوید: «من نیاز دارم آنچه‌را که از دست داده‌ام نگاه دارم».
اریکسون و دیگر روانکاوان معتقدند که به جای تغییر رفتار کودک از طریق مشوق‌های خارجی همچون توجه، بهتر است دربارهٔ ترس‌های کودک صحبت کنیم و آنچه‌را کودک به‌طور ناخودآگاه می‌کوشد بگوید، مورد بحث قرار دهیم.

### مربوط به انبساط روان‌زاد
این بخش به جستارهای وابسته برای افزایش مطالعه دربارهٔ انبساط رودهٔ بزرگ ناشی از عوامل روانی می‌پردازد.
- بیماری روانی
- هیستری
- ناخودآگاه
- روان‌شناسی تحلیلی